# Az arc nélküli ember
Az arc nélküli ember (eredeti cím: The Man Without a Face) 1993-ben bemutatott amerikai filmdráma, melynek elsőfilmes rendezője és főszereplője Mel Gibson. A forgatókönyv Isabelle Holland 1972-es, The Man Without a Face című regénye alapján készült. A további fontosabb szerepekben Nick Stahl és Margaret Whitton látható.
Az 1993. augusztus 25-én bemutatott film nagyrészt pozitív kritikákat kapott.

## Cselekmény
Justin McLeod egykori tanár visszavonultan él tengerparti házában. Arca eltorzult egy tíz évvel ezelőtti autóbaleset következtében, amelyben egy fiú halálra égett – és amelyért őt gondatlanságból elkövetett emberölésért elítélték. Chuck barátkozni kezd egy pedofiliával is gyanúsított tanárral, amivel magára vonja a városlakók gyanúját és ellenszenvét.

## Szereplők
| Szerep                       | Színész                                | Magyar hang     |
| ---------------------------- | -------------------------------------- | --------------- |
| Justin McLeod                | Mel Gibson                             | Szakácsi Sándor |
| Charles E. "Chuck" Norstadt  | Nick Stahl (gyerekként)                | Molnár Levente  |
| Charles E. "Chuck" Norstadt  | Robert DeDiemar Jr. (idősebb Norstadt) |                 |
| Catherine Palin              | Margaret Whitton                       | Borbás Gabi     |
| Gloria Norstadt              | Fay Masterson                          | Somlai Edina    |
| Megan Norstadt               | Gaby Hoffmann                          | Molnár Ilona    |
| Wayne Stark rendőrfőnök      | Geoffrey Lewis                         | Horváth Sándor  |
| Carl Hartley professzor      | Richard Masur                          | Kristóf Tibor   |
| Douglas Hall, Gloria barátja | Michael DeLuise                        | Selmeczi Roland |
| Todd Lansing                 | Ethan Phillips                         | Varga T. József |
| Sam, a borbély               | George Martin                          |                 |
| Mrs. Lansing                 | Jean De Baer                           |                 |
| Mr. Cooper                   | Jack De Mave                           | Barbinek Péter  |
| Mrs. Cooper                  | Viva                                   |                 |
| Rob Lansing                  | Justin Kanew                           |                 |

## Fogadtatás

### Bemutató és bevételi adatok
1993. augusztus 25-én mutatták be 865 amerikai moziban. Az amerikai jegypénztáraknál a nyitó hétvégén negyedik helyen végzett, 4 millió dolláros bevétellel. A második hétvégén 1065 moziban mutatták be, 5,4 millió dolláros bevételt hozott, a második helyezért érve el. Öt hét elteltével a film 24,8 millió dolláros bevételt termelt az amerikai mozikban.
Nemzetközi szinten 11,9 millió dolláros bevételt ért el, ami világszerte 36,6 millió dolláros összbevételt eredményezett.[forrás?]

### Kritikai visszhang
A Rotten Tomatoes-on 68%-os értékelésen áll, 25 kritikus véleménye alapján, 5,7/10-es átlagpontszámmal.
Roger Ebert négyből három csillagot adott a filmre, méltatva Gibson alakítását.